# Z4 Richard Beitzen
O Z4 Richard Beitzen foi um contratorpedeiro operado pela Kriegsmarine e a quarta e última embarcação Tipo 1934, depois do Z1 Leberecht Maass, Z2 Georg Thiele e Z3 Max Schultz. Sua construção começou em janeiro de 1935 na Deutsche Werke em Kiel e foi lançado ao mar em novembro do mesmo ano, sendo comissionado em maio de 1937. Era armado com uma bateria principal de cinco canhões de 127 milímetros e oito tubos de torpedo de 533 milímetros, tinha um deslocamento de mais de três mil toneladas e conseguia alcançar uma velocidade máxima de 36 nós.
O Z4 Richard Beitzen passou a maior do início de sua carreira realizando exercícios de rotina. Com o início da Segunda Guerra Mundial em 1939, ele foi colocado para bloquear o litoral polonês, patrulhar o Kattegat e estabelecer campos minados. Foi transferido para a França no início de 1940, da onde realizou vários ataques contra embarcações mercantes britânicas. No ano seguinte foi para a Noruega em preparação para a invasão da União Soviética, porém pouco fez depois do início da operação, realizando algumas patrulhas em águas soviéticas e escoltando comboios.
O contratorpedeiro retornou brevemente para a França em 1942 para participar da Operação Cerberus em fevereiro, retornando para a Noruega e envolvendo-se na escolta de ataques contra comboios Aliados, participando em dezembro da Batalha do Mar de Barents. O Z4 Richard Beitzen passou a maior parte de 1943 escoltando navios pela Noruega, função que exerceu até abril de 1945. Ele foi seriamente danificado em um ataque aéreo em abril e ainda estava sob reparos quando a guerra terminou em maio. Foi entregue ao Reino Unido após a guerra e desmontado em 1949.